# تجارت عاج

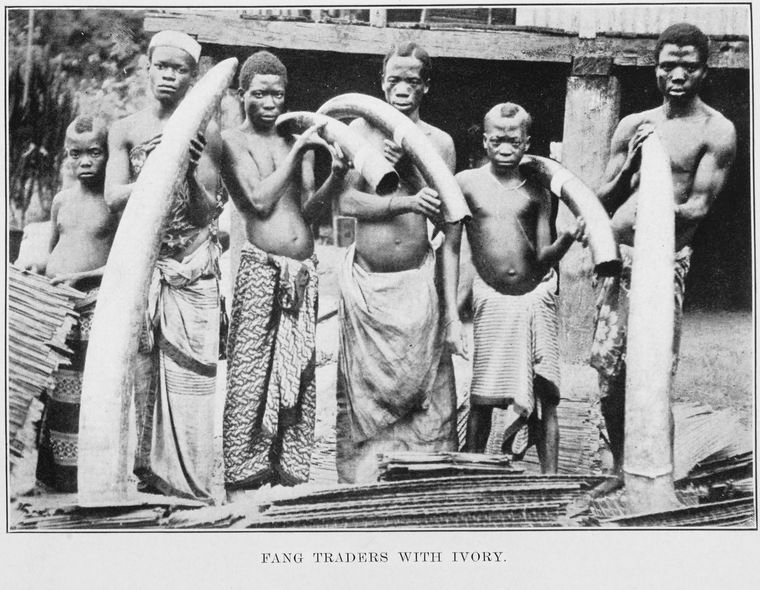
تاجرین عاج 1912 میلادی

تجارت عاج به دادوستد تجاری و اغلب غیرقانونی دندان‌های عاج کرگدن، گراز دریایی، شبه‌نهنگ تک‌شاخ ، ماموت  و متداول‌تر از همه، فیل آفریقایی و فیل آسیایی اشاره دارد. دادوستد عاج به وسیلهٔ بشر، پیشینه‌ای طولانی و چندصدساله در مناطقی مانند گرینلند، آلاسکا و سیبری دارد. تجارت، در سده‌های اخیر، به انقراض گونه‌ها انجامیده و اینک شرایط ممنوعیت و حفاظت فشرده‌ای را ایجاد کرده‌است. اگرچه پیشتر، عاج به سبب رنگ سفید آن پس از جلادهی، برای کلیدهای پیانو و دیگر ابزارهای زینتی بکار گرفته می‌شده ولی از دهه ۱۹۷۰ میلادی، استفاده آن در صنعت ساخت پیانو منسوخ گشته است.

## عاج فیل

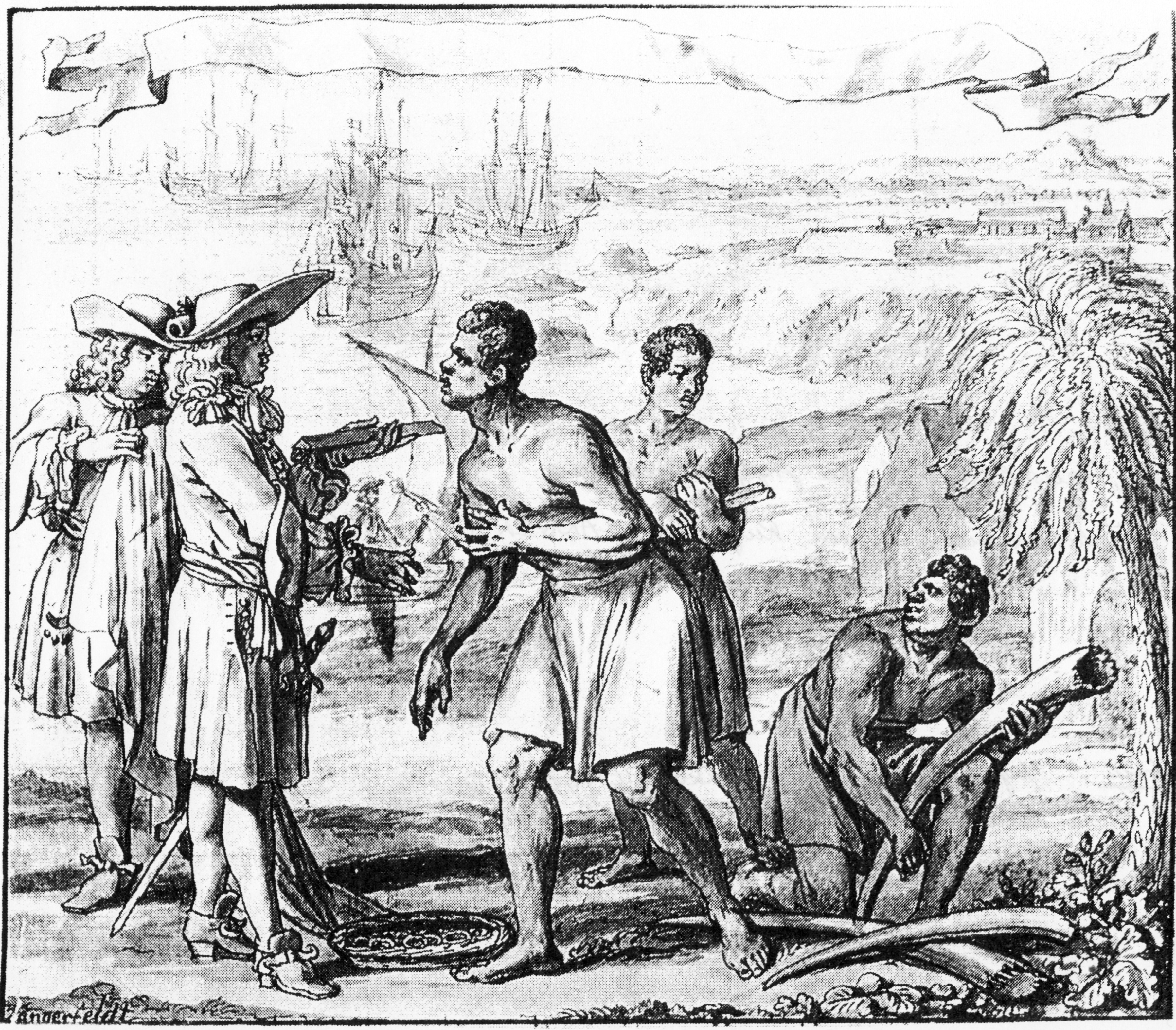
تجارت عاج در سال 1690 میلادی

تجارت فیل، چندین سده است که از آفریقا و آسیا رواج داشته‌است. طی دوران استعمار، این دادوستد با بهره‌گیری از بردگان با اهداف گوناگون مانند استفاده برای پوشش صفحه کلید پیانو، توپ بیلیارد و جواهرات زینتی شدت گرفت. شکارگران عاج، سبب ناپدیدشدن فیل‌ها از شمال آفریقا در حدود هزارسال پیش، اغلب مناطق جنوب آفریقا در قرن نوزدهم و بیشتر مناطق غرب آفریقا در انتهای قرن بیستم هستند. اوج دادوستد عاج، به اوایل قرن بیستم، طی استعمار آفریقا بوده که حدود ۸۰۰ تا ۱۰۰۰ تُن عاج تنها به اروپا فرستاده شد.